# Biston melacron
Biston melacron là một loài bướm đêm trong họ Geometridae.

## Hình ảnh

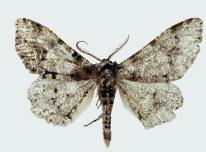